# M30 Luftwaffe Drilling
A M30 Luftwaffe Drilling ("tripla") era uma arma de fogo de sobrevivência emitida para os pilotos da Luftwaffe durante a Segunda Guerra Mundial. Foi usada por aviadores que operavam no norte da África. A M30 foi planejada para ser usada para caça e autodefesa contra predadores naturais.
Para máxima versatilidade, a M30 Luftwaffe Drilling tinha dois canos de escopeta de calibre 12 (posicionados horizontalmente lado a lado) na parte superior e um cano de rifle de 9,3x74mmR abaixo. O cano esquerdo foi deixado sem estrangulamento para disparar cartucho de balote e o cano direito foi estrangulado para cartucho de bagos. Elas foram fabricadas pela empresa alemã JP Sauer.

## História
O M30 Luftwaffe Drilling ("Drilling" significa "triplo") era um rifle combinado do tipo Drilling produzido pela JP Sauer & Sohn; era o rifle de sobrevivência mais bem acabado e luxuoso já fabricado por uma força militar. A qualidade comercial do M30 Drilling, o fato de seu recipiente e acessórios terem sido embalados sem comprovantes de aceitação militar, sua produção limitada e seus altos custos de fabricação levaram muitos historiadores e colecionadores de armas a concluir que o M30 Luftwaffe Drilling não era rotineiramente fornecido aos pilotos da Luftwaffe. O chefe da Luftwaffe, Hermann Göring, era um caçador ávido que frequentemente hospedava convidados em seu elaborado pavilhão de caça, o Carinhall. O M30 Luftwaffe Drilling foi possivelmente encomendado pela Luftwaffe por Göring, para ser usado como presente para dignitários visitantes, portadores da Cruz de Cavaleiro, ases da Luftwaffe, generais da Wehrmacht, oficiais nazistas e outros convidados para seu pavilhão de caça. O general e ás da aviação da Luftwaffe, Adolf Galland, lembrou que ele e vários de seus companheiros de esquadrão ganharam de presente o M30 Luftwaffe Drilling durante viagens de caça com Göring em Carinhall.
O M30 Luftwaffe Drilling foi utilizado pela Luftwaffe alemã na Segunda Guerra Mundial, principalmente durante a Campanha Norte-Africana, onde foi usado como arma de sobrevivência por algumas tripulações da Luftwaffe. Também foi usado para tiro ao alvo, um exercício usado pelas tripulações para aguçar a visão e os reflexos dos pilotos da Luftwaffe durante o treinamento obrigatório.
Seu potente cartucho 9,3x74mmR, balisticamente semelhante ao .375 Flanged Nitro Express, era mais adequado para caça nas planícies da África Subsaariana, embora fosse usado principalmente por pilotos que voavam sobre o Norte da África, onde a fauna perigosa é menos comum. Várias razões foram apresentadas para este cartucho gratuito, uma delas sendo a suposição equivocada de que havia grandes felinos na região onde essas armas de fogo seriam usadas. Outra razão apresentada é a predileção pessoal de Hermann Göring pela caça, especialmente por rifles de luxo.
O modelo de produção original foi comercializado para caçadores a partir de 1930, e a versão militar do M30 foi produzida de 1941 a 1942. Eles foram adquiridos fora dos canais militares normais. As versões militares foram fabricadas com os mesmos padrões de ajuste e acabamento da versão comercial, tornando o M30 extremamente caro.
O M30 era uma arma combinada, com dois canos de espingarda sobre um cano de rifle, que se tornou popular entre os caçadores europeus no início do século XX. As armas combinadas já existiam antes, mas antes da introdução de canos de aço fundido acessíveis e confiáveis no final do século XIX, elas eram proibitivamente caras ou muito pesadas e difíceis de manejar para serem muito utilizadas.
O M30 Luftwaffe Drilling era armazenado em um baú de alumínio a bordo da aeronave, contendo a arma desmontada, cano e coronha, uma bandoleira e um kit de limpeza, 20 cartuchos de munição 9,3x74mmR, 20 cartuchos de balote calibre 12 e 25 cartuchos de bagos calibre 12. O baú inteiro pesava 15 quilos e deveria ser recuperado da aeronave após a queda, em vez de ser levado enquanto a tripulação saltava.

## Projeto
A arma tem dois canos de espingarda sem cão com um único cano de rifle embaixo, disparando dois cartuchos de espingarda calibre 12 ou calibre 16 (calibre 16 parece ter sido usado apenas na versão comercial) junto com uma única munição de rifle 9,3×74mmR. O M30 tem dois gatilhos e um seletor deslizante diretamente atrás da alavanca para abrir a culatra. Com o seletor na posição para frente, a alça de mira de entalhe em V de 100 m é levantada e o gatilho dianteiro engatado. Neste modo, o gatilho frontal dispara o cano do rifle enquanto o gatilho traseiro dispara o cano da espingarda esquerda, para tiro de balote. Deslizar o seletor para trás retrai a alça de mira e faz o gatilho frontal disparar o cano da espingarda direita, para tiro de bagos. Esta configuração é comum para armas combinadas, isso permite que a arma dispare três tiros sem abrir a culatra ou abaixar a arma do ombro.